# チェスター・ニミッツ
チェスター・ウィリアム・ニミッツ・シニア（英語: Chester William Nimitz, Sr.、1885年2月24日 - 1966年2月20日）は、アメリカ合衆国の海軍軍人。最終階級は海軍元帥。第二次世界大戦中のアメリカ太平洋艦隊司令長官兼太平洋戦域最高司令官（Commander in Chief, United States Pacific Fleet and Commander in Chief, Pacific Ocean Areas. 略称CINCPAC-CINCPOA）として日本軍と戦った。

## 生涯

### 生い立ち
1885年2月24日、テキサス州フレデリックスバーグに誕生する。なおドイツ系移民（ドイツ系アメリカ人）である。
ニミッツの祖先はザクセン地方出身のフライヘル（男爵）の称号を持ち、1648年に三十年戦争の終了後ハノーファー近くに定住していたが、没落して平民となり、ニミッツの曽祖父ハインリヒ・ニミッツの代で放蕩のために家財を失い、船会社に就職した。ニミッツの祖父のチャールズ（14歳で船員）らと共にアメリカ南部のサウス・カロライナ、チャールストンに1840年から4年間の間に家族全てが移住した。
祖父のチャールズは折からの西部開拓熱により、ドイツ人のオットフリート・ハンス・フォン・モイズバッハ伯爵に率いられたドイツ人入植者らとテキサス州にフレデリックスバーグを建設し、チャールズは1852年にフレデリックスバーグでホテル業（現代日本の感覚では民宿に近い規模）を始め、後にテキサス州の州議会議員になった。チャールズはテキサスのジョークの大家でユーモラスな馬鹿話を真に迫って話すのが得意で、ニミッツはこの特技を祖父から受け継ぎ、終生彼の周りは船乗り特有のユーモアで和むことが多かった。
父のチェスター・ベルンハルト・ニミッツ（Chester Bernhard Nimitz）はニミッツの誕生前に死亡し、母のアンナ・（ヘンケ）・ニミッツ（Anna・(Henke)・Nimitz）は夫の兄弟（ニミッツから見ておじに当たる）と再婚し、チェスター少年は祖父と義父が経営するホテルの手伝いをしながら育つ。このとき培った人を見る目と人の動かし方は、後に海軍軍人となった折、大いに彼の財産となった。

### 海軍入隊

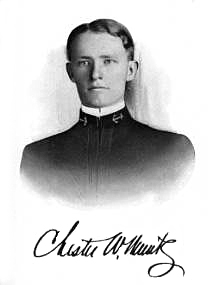
アナポリス時代のニミッツ

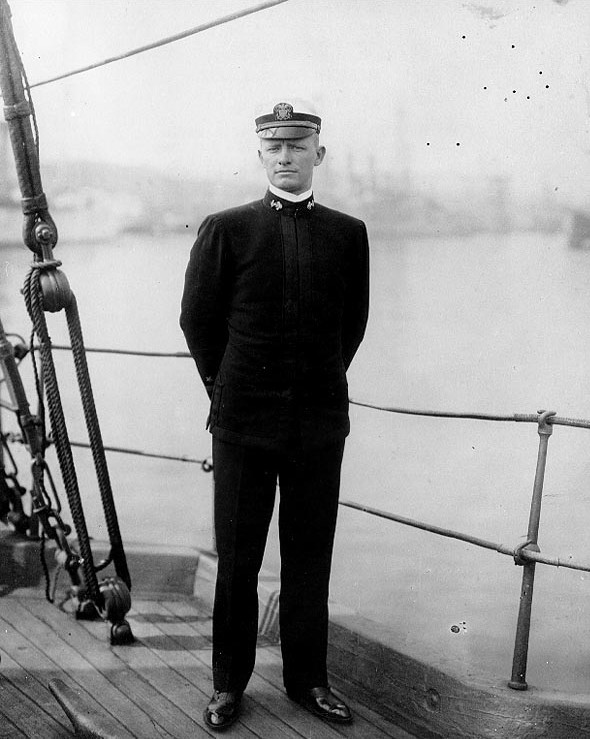
1907年頃

1900年に陸軍の若い少尉2人がニミッツのホテルに宿泊したことをきっかけにウェストポイント（アメリカ陸軍士官学校）への進学を志すようになるが、入学に必要な議員の推薦を得ようとした際に地元テキサス州選出の下院議員ジェームズ・L・スレイデンはウェストポイントへの推薦枠を使い切ってしまっていた。しかしアナポリス（アメリカ海軍兵学校）であればまだ手持枠があるので推薦できるとの回答を得られたので、親からの自立を望んでいたニミッツはこれを受け、1901年9月7日にアメリカ海軍兵学校に入学した。当時の大統領セオドア・ルーズベルトの海軍拡張政策により卒業時期が当初の6月から繰り上げられ、1905年1月30日に卒業した。卒業席次は114人中7番。
少尉候補生となると、サンフランシスコにて米アジア艦隊旗艦となる戦艦「オハイオ」に配属となり、東アジアへ航海する。日本に寄港した際、日本海海戦で大勝をおさめたばかりの東郷平八郎と会話する機会があり、ニミッツは大変な感銘を受けた（詳細は後述）。
1906年9月、巡洋艦「ボルチモア」に転属となり、1907年1月31日に正式に少尉に任官し、アジア艦隊所属の砲艦「パナイ」艦長、駆逐艦「ディケーター」艦長となったが、「ディケーター」を座礁させて巡洋艦「デンバー」に転属。ニミッツは軍法会議にかけられ、「職務怠慢」で有罪となった。1908年12月に砲艦「レンジャー」で帰国。戦艦勤務を希望したが、翌1909年1月に第1潜水艦隊に回されて潜水艦「プランジャー」艦長となった。1910年10月、士官増強政策の一環として中尉を飛ばして大尉に昇進し（手続き上は一旦中尉に昇進し、同日時に大尉昇進となっている）、第3潜水戦水戦隊司令兼「ナーワル」艦長となり、1911年11月には新鋭艦「スナッパー」に旗艦を移している。
1912年1月、海軍大学校で「潜水艦の攻撃と防衛作戦」の題の講演を行い、12月には海軍協会誌に掲載された。
1913年4月、船舶ブローカーを父に持つキャサリン・ヴァンス・フリーマンと結婚した。フリーマン家を訪れたニミッツとキャサリンは、姉エリザベスに代わってニミッツとカードゲームを行った時に知り合った。キャサリンは「こんなハンサムな人に会ったことがない、母に挨拶したときの目が美しく、微笑はとても魅力的だった、それから彼のことばかり考えた」と回想している。以後二人は親密さを増した。ニミッツ一族にはフレデリックスバーグのドイツ系移民の子孫と結婚する伝統があったが（キャサリンはマサチューセッツ出の北部人であった）、ニミッツは「南部人」や「テキサス人」などと考えるのは古く、「自分はアメリカ市民である」との考えから、故郷の閉鎖的な考えに既に興味はなかった。ニミッツとキャサリンとは完全に理解し合い、彼の子供達によれば終生喧嘩をすることさえなかったという。

### 第一次世界大戦
1913年5月、潜水艦用ディーゼルエンジンの研究のためドイツとベルギーに派遣され、帰国後はニューヨーク海軍工廠所属となった。この時、とあるディーゼルエンジン会社から年俸2万5,000ドルで引き抜きの話があったが、断っている。ちなみに当時の年俸は2,880ドルであった。海軍工廠での経験は後にミッドウェー海戦に先立つ空母「ヨークタウン」の修理見込みの見極めに役立っている。なおニミッツは、同工廠時代に事故で左手薬指の先を失った。
1916年8月29日には少佐に昇進し、翌1917年8月には大西洋艦隊潜水艦隊司令サミュエル・S・ロビンソン少将の参謀となり、第一次世界大戦を戦っている。1918年2月に参謀長となり、ロビンソンと共にイギリス・フランスの潜水艦の視察のため、ヨーロッパに派遣された。

### 戦時中
帰国後の1918年3月には中佐に昇進し、海軍作戦部の潜水艦設計委員会員となり、翌1919年に戦艦「サウスカロライナ」の副長となる。
1920年6月には真珠湾の潜水艦基地建設主任となり、1922年には海軍大学校に入学した。卒業後合衆国艦隊戦闘艦隊の先任参謀となり、戦闘艦隊司令官が合衆国艦隊司令長官に昇進すると合衆国艦隊先任参謀に横滑りした。
1926年に海軍予備士官訓練隊 (navy rotc) の制度が創設され、カリフォルニア大学バークレー校で創設に従事、同校で教官を務めている。
1927年7月には大佐に昇進し、1929年に第20潜水艦戦隊司令を経て1933年にアジア艦隊旗艦の重巡洋艦「オーガスタ」艦長になる。1934年には2度目の日本訪問となり、東郷平八郎の国葬に参列している。
1935年4月に海軍省航海局次長、1938年5月に合衆国艦隊第二巡洋艦戦隊司令官、1938年7月に少将に昇進し、9月には合衆国艦隊戦艦戦隊司令官を歴任する。
1939年8月、海軍省航海局長に就任した。この時、次長は初めフランク・J・フレッチャー少将で、9月からはランドール・R・ヤコブス少将が就任している。海軍次官経験者で、海軍に精通していた大統領フランクリン・ルーズベルトはニミッツの人物鑑定眼を高く評価しており、ウィリアム・リーヒ大将は海軍のトップ候補にトーマス・C・ハート、アーネスト・キングの次にニミッツの名を挙げている。ハズバンド・キンメルの太平洋艦隊司令長官就任時には、キンメルよりさらに1年後輩のニミッツも就任を打診されていたが、ニミッツが若輩を理由に辞退したため、キンメルが選ばれた。

### 第二次世界大戦

#### 太平洋艦隊司令長官就任
1941年12月8日、ワシントンの自宅のラジオの臨時ニュースで真珠湾攻撃を知る。12月16日にキンメル大将の後任の太平洋艦隊司令長官となるように、とのルーズベルトの意向を海軍長官フランク・ノックス経由で伝えられる。ニミッツは臨時長官となっているウィリアム・パイ中将がそのまま長官になる方がふさわしいとして一旦は断ったが、ルーズベルトもノックスもその意見には同意しなかった。12月18日に新聞にこの人事が掲載され、12月31日に潜水艦「グレイリング」艦上で太平洋艦隊司令長官就任式を行った。太平洋艦隊司令長官は大将ポストのため、上院の承認を受け、序列28番目の少将から中将を飛ばして大将に昇進している。
副官アーサー・ラマー大尉のみを伴って就任すると、「真珠湾の悪夢は誰の身にも起こり得たことだ」として必要以上の処罰拡大を避け、幕僚陣はキンメルとパイの幕僚をほぼ丸々引き継いだ。この処置は真珠湾攻撃で意気消沈した将兵を奮い立たせるのに役立った。翌1942年3月には英米の連合参謀本部は太平洋をアメリカの担当と位置付け、6日後のアメリカ統合参謀本部は太平洋方面を3つのエリアに分割し、ニミッツを太平洋戦域最高司令官 (Commander in Chief, Pacific Ocean Areas：略称 CINCPOA) に任命した。CINCPOAとしてのニミッツはキング合衆国艦隊司令長官から命令を受け、CINCPACとしてのニミッツにはCINCPOAとしてのニミッツ本人が命令することとなった。平穏な南東太平洋方面と、ダグラス・マッカーサー大将率いる南西太平洋方面を除く太平洋方面の全アメリカ軍と連合国軍の指揮権を持つことになった。

#### 太平洋戦争初期

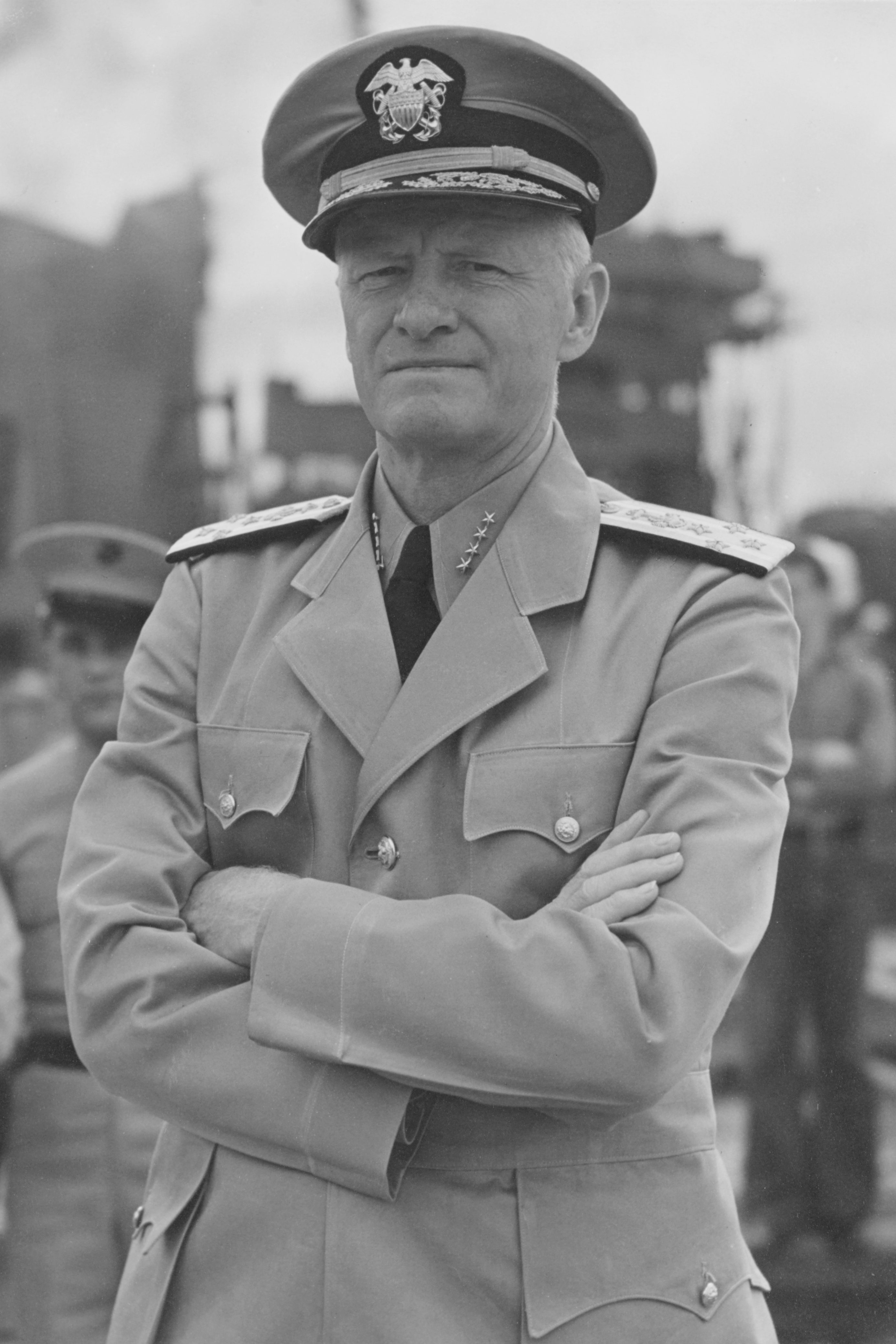
1942年、太平洋艦隊司令長官時代

参謀・戦艦部隊司令官・海軍省の部局長とエリートコースを歩み、多くのアメリカ将官同様に戦艦による砲撃戦が海戦の主役と考えていたが、真珠湾攻撃を境に多数の航空機の集中攻撃は大艦巨砲よりもはるかに打撃力と機動力に富むと認識し、空母と航空機の増強を図るようになる。真珠湾攻撃の難を逃れていたウィリアム・ハルゼー中将率いる第16任務部隊に中部太平洋の島々を神出鬼没的に奇襲させた。
幕僚の更迭を行わなかった効果も早くから出始め、情報主任参謀エドウィン・レイトン中佐と、無線通信傍受班ハワイ支局（通称ハイポ）長ジョセフ・J・ロシュフォート中佐がニミッツの信頼に応えるように日本海軍の暗号を解読し始め、その情報を元に万全の迎撃を展開、ポートモレスビー占領を目論んだ日本軍を珊瑚海海戦で阻止した。
次いで日本軍がミッドウェー島に迫る際、キング大将らワシントンの面々は米豪分断かハワイ攻撃を予想してミッドウェー侵攻を信用しなかったが、日本通のレイトン・ロシュフォートのコンビによる現場の分析を信じて南太平洋にいた空母部隊をハワイに戻して迎撃の準備を整えた。この時迎撃の指揮に据える予定であったハルゼーが病気で入院というアクシデントに見舞われたが、ハルゼーの意見を容れレイモンド・スプルーアンスを後任に据えた。参戦時のアメリカ海軍には、まだ航空部門の将官は少なく、3人の空母部隊司令官のうち、航空部門出身の司令官はハルゼー中将のみで、他のウィルソン・ブラウン少将、フランク・フレッチャー少将はいずれも水上部門出身であり、スプルーアンスの起用は異例のことではなかった。後に自著で「準備の出来ていない国家が重要な地点を防衛するために集め得た最上のものであった」と称すほどミッドウェー島は、高射砲・対空機関砲・機雷が増強された。また、航空戦力も最新鋭のTBFアヴェンジャー雷撃機から旧式のF2Aバッファロー戦闘機まで文字通りかき集められた。珊瑚海海戦で傷ついた空母「ヨークタウン」の通常3か月はかかると見積もられた修理を最低限の修理3日で済ませて残りは出港しながら修理、艦載機も一部を空母「サラトガ」の部隊と交代させるという豪腕で戦線復帰させた。
こうして迎撃準備を整えると、ミッドウェー島守備隊には「空母からの援護は何も期待してはいけない」と訓示する一方、空母部隊の司令官フレッチャー、スプルーアンス両提督に対して、攻撃目標は南雲忠一率いる機動部隊の主力空母であると厳命し、「貴官は、味方の艦隊を暴露することによって敵により大きな損害を与える見込みがなければ、優勢な敵艦隊による攻撃に味方の艦隊をさらすべきではない、という計算された危険の原則に従うべきである」と付け加えた。日本軍の主力空母全滅という大戦果は多少の幸運と前線司令官の好判断もあったが、それを手繰り寄せやすくするために手を尽くしたニミッツの指揮の結果といえる。自身はアメリカの勝因を情報によるものとし、「奇襲を試みようとして、日本軍自身が奇襲を受けた」と総括、日本軍の敗因は数的に優位で奇襲をする必要が無いのに奇襲を試みたこと、目的を1つに絞らなかったことだと述べている。

#### マッカーサー、タワーズとの関係

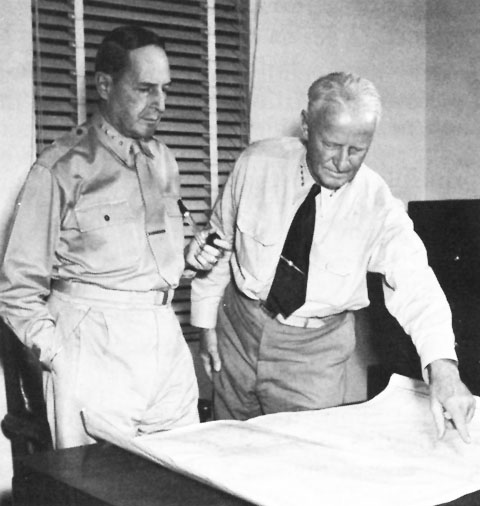
マッカーサー（左）と

ミッドウェー海戦以降の太平洋方面における連合国軍の方針について、陸軍参謀総長ジョージ・マーシャルの命令を受ける南西太平洋戦域最高司令官マッカーサーと、合衆国艦隊司令長官として太平洋戦域最高司令官ニミッツに命令を出すキングが激しく対立した。ガダルカナル島を巡る作戦の主導権は、マッカーサーの作戦が時間を食いすぎるとの判断からキングとニミッツが握ったが、以降マーシャル諸島 - マリアナ諸島 - 硫黄島 - 沖縄 - 上海と中部太平洋を真西に直進しつつ日本本土と南方資源帯を分断して日本の消耗を誘うべしというキングの主張と、ニューギニア - ミンダナオ - フィリピン - 台湾を経て日本本土を目指すべしというマッカーサーの主張は平行線を辿った（ニミッツは一度、マッカーサーの方針に同意したが、キングの叱責で撤回した）。
統合参謀本部は海軍寄りの姿勢を示したが、マッカーサーの名声と彼の「アイシャルリターン」は国民世論を動かしており、ルーズベルトは双方の主張するルートを平行して行うよう妥協案を示した。この間互いの援軍を断り合うこともしばしばで、両者が合流したレイテ沖海戦の折、ニミッツ指揮下でハルゼー大将率いる第3艦隊と、マッカーサー指揮下でキンケイド中将率いる第7艦隊で連携が取れないという事態となった。
海軍の航空畑生え抜きのジョン・ヘンリー・タワーズとも、2人が海軍省で航海局長と航空局長だった時代から不仲だった。両者の確執は、海軍次官ジェームズ・フォレスタルが水上艦畑の士官たちに対抗するためタワーズに肩入れしていたこともあって、こじれることとなった。
海軍省航空局長タワーズ少将は1942年10月、中将に昇進して太平洋艦隊航空部隊司令官としてニミッツの部下になった。キングはタワーズに洋上で指揮を執らせるよう繰り返しニミッツに提案したが、ニミッツは拒否した。キングは1944年初めにタワーズを太平洋艦隊と太平洋戦域の各副司令官(Deputy Commander in Chief)に昇格させたが、ニミッツは1945年1月にグアム島へ司令部を前進させた際、タワーズに後方部門を押し付けて真珠湾に置き去りにし、タワーズから激しく抗議された。

#### 大戦終結

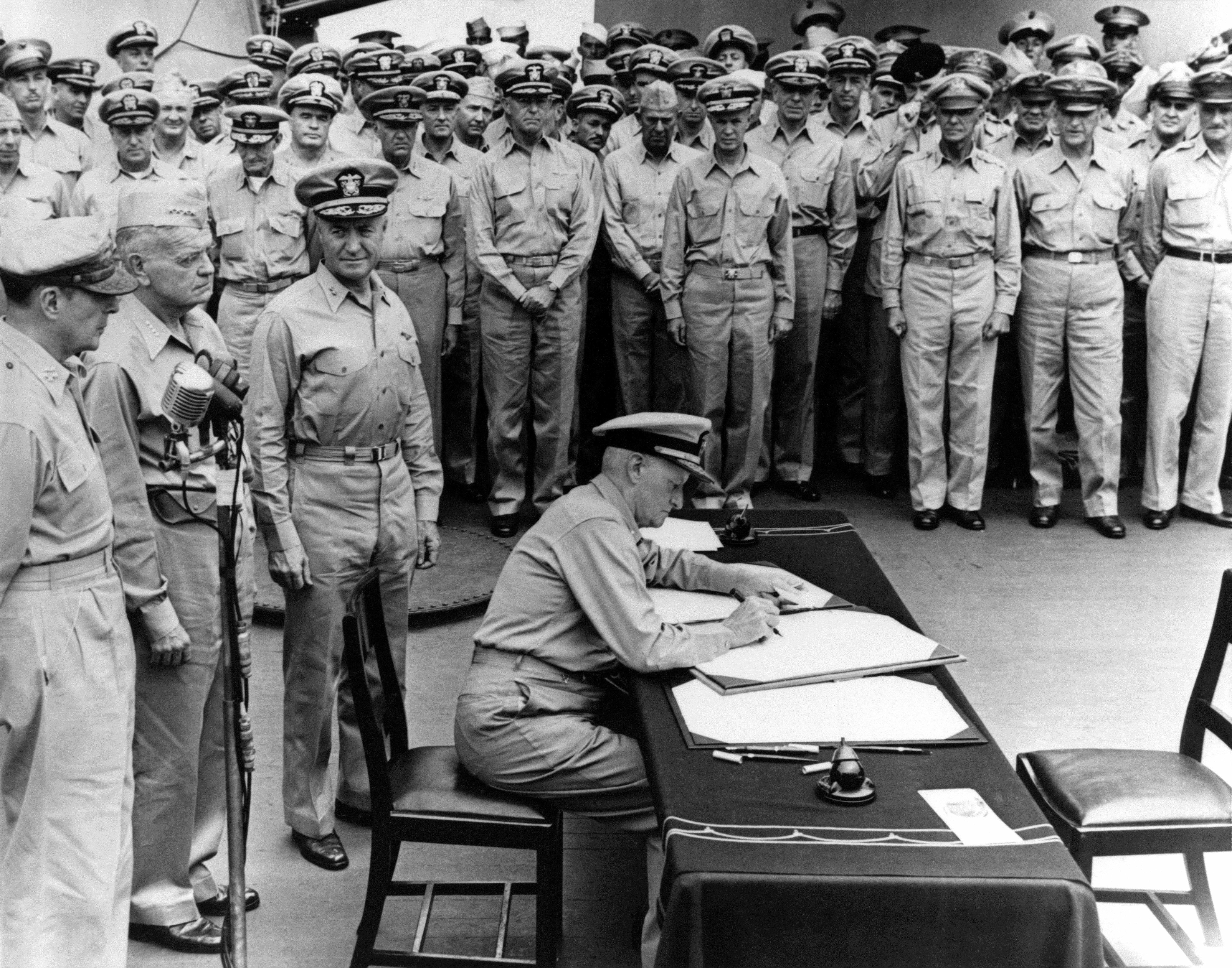
1945年9月2日、戦艦「ミズーリ号」で米国代表として降伏調印に署名をするニミッツ（海軍元帥）。左からマッカーサー陸軍元帥、ハルゼー海軍大将、シャーマン海軍少将

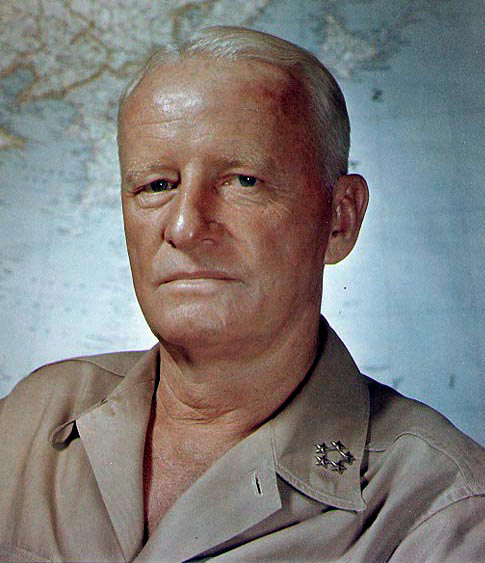
1945年撮影

1944年12月、3人目の海軍元帥に昇進。1945年1月には司令部を真珠湾からグアム島に移す。日本本土に攻撃の手が伸びたとき、皇居への攻撃は絶対に行ってはならないと全軍に徹底させ、日本降伏後の占領に支障がないよう配慮している。この点についてはマッカーサーと意見を同じくしている。
その一方沖縄攻略作戦（アイスバーグ作戦）に先立つ1945年3月26日に通称ニミッツ布告と呼ばれる米国海軍軍政府布告第1号を沖縄に向けて公布、北緯30度以南の沖縄および鹿児島県奄美大島一帯の日本の行政権・司法権を停止し、自らを米国太平洋艦隊及太平洋区域司令長官蒹米国軍占領下の南西諸島及其近海の軍政府総長、米国海軍元帥シー・ダブリュー・ニミッツ と称して同地域の政治および管轄権並びに最高行政責任者であることを宣言した。この布告は1972年の沖縄返還まで効力があり、21世紀を超えた現在も沖縄のアメリカ軍基地問題に影響を与えている（琉球列島米国軍政府の項も参照）。
1945年8月の広島・長崎に対する原爆投下について、正道から外れており妥当な戦法でないとみなし、国が使用しないで済むことを願っている一方、日本政府が敗北同然の現実を直視しないことや、ソ連政府を通じて連合国から無条件降伏の条件の緩和やソ連参戦阻止の虫のよすぎる和平を模索していることに苛立ちも覚えていた。そこで、情報主任参謀レイトン大佐に諮問したところ「現状では天皇さえ日本陸軍に降伏を命令できない以上、日本が完全に破壊されることの証明として原爆投下が絶対的に必要である」の回答を得、原爆投下の必要性を納得した。8月11日キング元帥から「日本政府がスイスを通じ、元首としての天皇の地位が保証されればポツダム宣言を受諾する意向である」という通知を受けるが、日本が未だ具体的な回答を示さないのと、大統領であるハリー・S・トルーマンから「日本が大胆になってさらなる譲歩を求めるのを防ぐため圧力を加えるべき」との意向を受け、一旦中止させていた東京地区への爆撃を8月13日に実施させた。8月15日に日本の降伏受諾の報を聞くと、「静かに微笑しただけだったが、それを予期していたかのようであった」とレイトン大佐は回想している。その日の夜に指揮下の全部隊に、（日本人に）馴れ馴れしくすること、虐待すること、毒舌を吐くことを禁じる通達を出した。
8月30日、マッカーサーが厚木飛行場に颯爽と降り立つのと同じ頃、ハルゼー大将と共に横須賀港に上陸、横須賀海軍基地の視察を行った（視察途中に車がガス欠で立ち往生し、マッカーサーも車の度重なる故障で厚木から横浜まで2時間を要した）。
9月2日、戦艦「ミズーリ」（トルーマンはミズーリ州出身）艦上での降伏調印式に臨席、合衆国代表として降伏調印の署名をすることになった。合衆国政府では当初、マッカーサーのみを出席させる線だったが、海軍省がこれを阻止し、アメリカ合衆国代表として調印する人間も必要だからその役はニミッツにして欲しいと提案するのをトルーマンが許可したことによると伝えられている。飛行艇で東京湾に向かうと一時的に戦艦「サウスダコタ」を旗艦とし、式典終了後は本土東海岸に向かう「ミズーリ」に乗船して真珠湾に向かった。なお、アメリカ海軍では、乗艦している最先任の海軍将官の将旗のみをメインマストに掲げると規定されているが、降伏調印式では、マッカーサーの要求で例外的に陸軍元帥の将旗も「ミズーリ」に掲げられた。

#### 引退

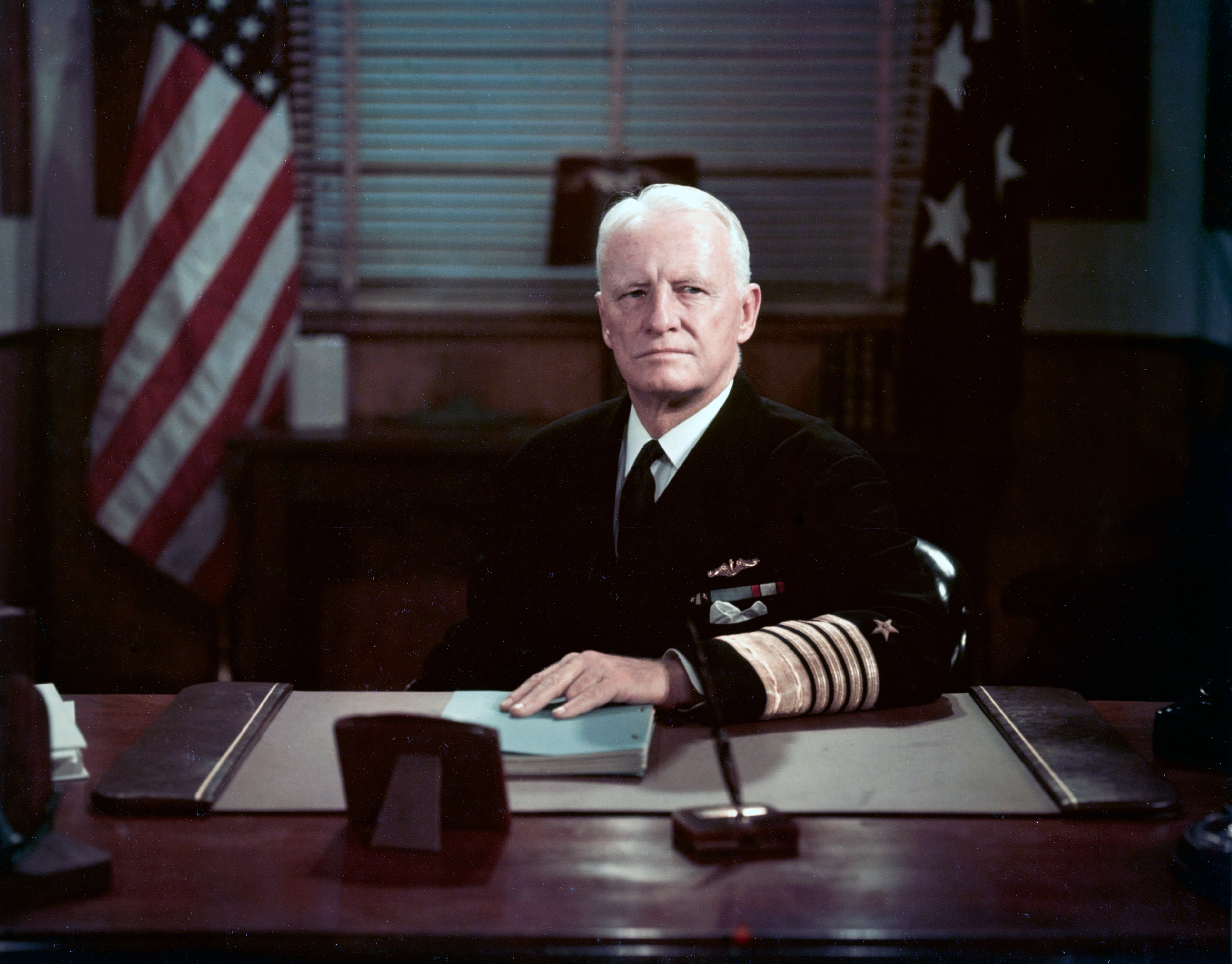
海軍作戦部長として

大戦末期にニミッツは陸海軍の統合に賛成していたが、凱旋して海軍の旧友たちと話し合っているうちに、大統領と陸軍が賛成している陸海軍の統合に強く反対するようになった。
ニミッツは太平洋艦隊司令長官兼太平洋戦域最高司令官の次のポストに海軍作戦部長の地位を望み、キングもニミッツを自分の後任にしようとしたが、海軍長官ジェームズ・フォレスタルとニミッツは互いに海軍次官と航海局長の時代から不仲で、太平洋戦争中もフォレスタル長官はニミッツに太平洋艦隊司令長官の広報誌を発行させようとして対立し、敗れたため、キングの次に嫌っており、海軍作戦副部長リチャード・エドワーズ大将か航空担当海軍作戦部次長マーク・ミッチャー中将を海軍作戦部長にしようとした。
しかし結局、ニミッツ自身の猟官運動やキングのトルーマンに対する直訴が実を結び、ついにフォレスタルも折れ、ニミッツも4年の任期を2年にするというフォレスタルの条件を呑んで、1945年11月26日に上院で最終的に認められ海軍作戦部長に就任した。
大戦後の軍縮が主な任務で、大戦後日本に替わってアメリカの主な仮想敵国になったソ連は当時はまだアメリカの脅威となる程には海軍力の整備が進んでいなかったので、整備と維持に多額の予算が必要である海軍への風当たりは特に厳しかったが、ニミッツは淡々と職務をこなした。
後に国防総省設立問題でフォレスタルが各軍の調整に苦慮したが、傍観者的態度であった。1947年12月、任期終了とともに引退した。しかし元帥は終身現役のため、「海軍長官付特別補佐官」という役職、年俸1万5,750ドル、副官1名、オフィスを海軍から提供された。

### 晩年
引退後はカリフォルニア州イェルバ・ブエナ島で妻と二人で余生を送ることに決めたが精力的に活動。また、1948年からかつて縁があったカリフォルニア大学の理事に就任、1956年まで勤めている。
アメリカ政府は国防総省問題で『提督たちの反乱』と称される海軍の猛反発を招き混乱状態にあった。大統領であるトルーマンはニミッツに海軍作戦部長に再任して混乱収拾をしてもらえるよう依頼したが、引退した士官が平時に復帰するのは後世に悪例を残すとして断っている。また、カシミール紛争調停の国連使節に任命されかかったが、インドとパキスタンの関係悪化で実現されなかった。
また、日本との友好関係修復と尊敬する東郷平八郎関係施設の復興にも協力した（詳細は後述）。1960年には回戦録、『The Great Sea War』をE.B.ポッターと共同で執筆。この本によってアメリカ国民に広く名が知られるようになる。なお、同著の印税は東郷神社などに寄付されている。
1965年に脳卒中にかかりオーク・ノール海軍病院に入院し、後に肺炎を併発した。一時退院したが1966年1月に再度入院、すぐに自宅に戻り、81歳の誕生日を目前に控えた1966年2月20日の夜に自宅で妻に看取られ死去した。80歳没。
国葬の後アーリントン国立墓地に埋葬される権利があったが、生前に海軍省へ遺言したとおりサンフランシスコの南のサンブルーノのゴールデンゲート国立墓地に、遺言で「人生で成し遂げた業績として、元帥の五つ星だけを入れる」以外は他の埋葬者と同一の規格の墓石の下埋葬された。葬儀自体は国葬ではないが、国際的な参列者が100台の自動車でつらなる大きなものとなった。また、ターナー大将の墓と隣り合わせになるように埋葬され、のちにスプルーアンス大将も隣に埋葬された。

## 人物

### 評価
ニミッツの伝記を執筆したE.B.ポッターは「思いやりの深い、人間心理をきわめた、しかも謙虚に充ち溢れた人物であり、楽天主義的人物」と表し、海軍作戦史を執筆したサミュエル・モリソンは「ニミッツ提督は責任が増大するにつれて大人物に生長していく稀有な人物の一人であった」と評した。
上官で「ニトログリセリン」とあだ名されたキング提督は、ニミッツが元航海局（人事局）長出身であったことから、「人事屋官僚軍人特有の派閥を作って仲間をかばい合い責任を揉み消す輩」とみなして初めは信用せず、およそ2か月ごとに呼びつけては細かいことまで念を押すという態度を取った。また部下も2歳年上・アナポリス1期先輩で「ブル（雄牛）」とあだ名されたハルゼーのほか、「テリブル（鬼）」ターナー、「ホーリング・マッド（吠える狂犬）」スミスらひと癖もふた癖もある人物だらけであったが、ニミッツは彼らをよく制御して対日戦勝に貢献した。しかし、その果たした責任と地位に比して、ニミッツの素朴な外観といつも当たり障りの無い受け答えゆえにマスコミ受けはいまいちで、アメリカ国民にとって大戦中はおろか戦後もしばらくは陸軍のマッカーサーやアイゼンハワーほどの知名度はなかった。
一方アメリカ海軍の潜水艦を効果的に使用し、無制限潜水艦作戦を太平洋で行った。ドイツのUボート戦を現在まで歴史的に非難し続けるアメリカの建前から、彼の功績を正当にアメリカで評価するのは一般には難しいとの評もある。
マッカーサーとはやや子どもじみた険悪関係にあり、マッカーサーは公式の席上ニミッツのことをわざと「ニーミッツ」と呼んで侮辱していた。一方でニミッツも執務室の机にマッカーサーの写真を貼っていた。親しい友人が貼っている理由を尋ねると、「彼の顔を見て自分の態度が尊大にならないよう戒めているのだ」と答えたという。しかし、ミズーリ号での降伏調印式辺りから関係回復したようで、ミズーリ号でニミッツはマッカーサーを出迎えて楽しげに握手を交わしたという記録が残っている。
一方、日本軍の軍令部はそれなりに関心を示したようで、大戦中は第一課に所属していた高松宮宣仁親王は1941年12月20日の日記に「米国は太平洋艦隊司令長官に潜水艦屋をもってきた、潜水艦戦に当分は出るのであろう」と記した。また第一部長・富岡定俊少将は「彼こそは夢寐（むび）にも忘れぬ敵将であった。いつも彼の写真を作戦室に掲げて、今度はどういう手に出るか。どんな戦略で来るかと明け暮れ、睨めっこして頭を悩ました相手であった」と述懐している。連合艦隊は前線司令官のハルゼーとスプルーアンスに関心は示したが、あまりニミッツには関心を示さなかった。戦時中の日本国民は1944年3月に読売新聞社が軍部の命令で作った歌「比島決戦の歌」（作詞：西條八十 作曲：古関裕而 歌：酒井弘、朝倉春子）に「“いざ来いニミッツ、マッカーサー 出てくりや地獄へさか落とし”」という一節があり、名前は知られていた。
五つ星の海軍大将となった人物は昇進順にウィリアム・D・リーヒ、アーネスト・キング、チェスター・ニミッツ、ウイリアム・ハルゼーJrとなる。キング、リーヒ、ハルゼーは、亡くなった時点でアメリカ海軍で建造予定かつ未命名の最大の戦闘艦（ファラガット級、リーヒ級）に名前が受け継がれた。1966年2月にニミッツが亡くなった時、1967会計年度（当時は1966年7月から）で建造が決まっていた原子力空母にその名が与えられた。2020年まで、制服軍人として生涯を終えた者で、その名を空母の艦名に使われた唯一の人物であったが、同年、ジェラルド・R・フォード級原子力空母の3番艦が、海軍二等コックにちなんでドリス・ミラーと命名された。（ノックス級フリゲート「ミラー」に続いて2回目）。
司令官在任中から部下をはじめ周りの人に対して感情的な非難めいた言葉は決して口にすることはなかった。ただし妻キャサリンに対しての手紙においては赤裸々に感情を記している。
ニミッツは独自の信念から生前回顧録を著さなかった。まわりの人間よりそのことについて聞かれると「歴史というものは専門の歴史家の手で書かれるのが一番良い。戦時中の指揮官は感情的に深くかかわりすぎていて、自分なり関係者の客観的な姿を描写することができず、自らが抱いた偏見のために、彼に仕えた人を傷つけないともかぎらない」と答えるのが常であったという。
グァムのニミッツ・ビーチは、ニミッツにちなんだ命名である。

### 家族
ニミッツには、
- 長女キャサリン・ヴァンス・ニミッツ（Catherine Vance Nimitz 1914年2月22日-2015年1月14日、愛称：ケート)
- 長男チェスター・W・ニミッツ・ジュニア（Chester William Nimitz,Jr. 1915年2月17日-2002年、愛称：チェト）
- 次女アンナ・エリザベス・ニミッツ（Anna Elizabeth Nimitz 1919年9月13日-2003年、愛称：ナンシー）
- 三女メアリー・アクイナス・ニミッツ（Mary Aquinas Nimitz 1931年6月17日 - 2006年2月27日）

の4人の子供がいる。
長女キャサリン・ヴァンスはニミッツがカリフォルニア大学と縁があったことから進学、図書館学の学位を取りコロンビア特別区公立図書館に勤務した。のちニミッツが「オーガスタ」艦長の時の部下ジェームズ・T・レイと結婚、3人の子供を授かった。
長男ニミッツ二世はアナポリス1936年組で、太平洋戦争開戦時はフィリピン沖の潜水艦「スタージョン」乗組員であった。のち潜水艦「ハッドー」艦長などを経て、1957年8月に大佐で退役、少将に名誉進級した。退役後は1961年まで半導体会社テキサス・インスツルメンツ社で働き、後にIC製造用精密機械会社パーキン・エルマー社で会長兼社長になり1980年に退職している。
次女アンナ・エリザベスは1952年から1980年までRAND社に勤めており、ソビエト経済の専門家であった。
三女メアリー・アクイナスはカリフォルニア・ドミニカン大学（サンラフェルのドミニコ女子修道会が設立した大学）で16年生物学の教授として、11年は学部長として、1年は代理の学長として働き、在職中癌で死去した。

### 栄典
- 海軍殊勲章
- 陸軍殊勲章
- バス勲章ナイトグランドクロス
- レジオンドヌール勲章

## 逸話
- アナポリスの学生だった頃スーツケースにビールを隠し入れて門番を平然とした顔でやり過ごすと、ロイヤル・E・インガソル（後の大西洋艦隊司令長官）ら同級生と隠れ酒盛りをしたことがあり、単なる真面目人間ではなかったようである。
- 趣味はクラシック音楽鑑賞、射撃、蹄鉄投げ、水泳。水泳は若い幕僚よりも遠泳するほど達者で、スプルーアンス参謀長が赴任するまでその記録は破られなかった。
- 第二次世界大戦終結後も、大衆の海軍航空兵力への関心を維持するため、1946年4月24日にアクロバット飛行隊『ブルーエンジェルス』を組織した。

### ニミッツと東郷平八郎
1905年（明治38年）5月、日本は日本海海戦で勝利し、戦勝祝賀会を東京で行うことになった。その際東京湾（史料によっては横須賀）に停泊していた「オハイオ」にも招待状が届けられ、他の候補生5名と参加したニミッツは、東郷平八郎大将を胴上げしたのち東郷を自分達のテーブルに招いて10分程会話した。この時何を語ったかまでは覚えていないものの、気さくで流暢に英国英語を喋る東郷に感銘を受けたことを後に自伝にも記している。
1934年に東郷が死去すると、その国葬に参列するため「オーガスタ」の艦長として再び来日している。
ニミッツの東郷への敬愛は日米が敵対関係になった後も失われることなく在り続けた。第二次世界大戦後、東郷の乗艦であった三笠が荒れ果ててダンスホールに使われていることを知ると激怒し、海兵隊を歩哨に立たせて荒廃が進むことを阻止した。さらに1958年（昭和33年）の『文藝春秋』昭和33年2月号において「三笠と私」という題の一文を寄せ、「この一文が原稿料に価するならば、その全額を東郷元帥記念保存基金に私の名で寄付させてほしい…」と訴えた。この一文は日本人の「三笠」保存の機運上昇に繋がったのみならず、アメリカの将官といえばマッカーサーしか印象に無い戦後世代の日本人にニミッツという軍人がいたことを知らしめた。保存費用として個人的に当時の金額で二万円を寄付したほか、アメリカ海軍を動かして揚陸艦の廃艦1隻を日本に寄付させ、そのスクラップの廃材代約3千万円を充てさせた。「三笠」の復興総工費は約1億8千万円にものぼり、この運動は大きな助けとなった。1961年（昭和36年）5月27日に無事「三笠」の復元完成開艦式が行われた際アメリカ海軍代表のトーリー少将は、「東郷元帥の大いなる崇敬者にして、弟子であるニミッツ」と書かれたニミッツの肖像写真を持参し、三笠公園の一角に月桂樹をニミッツの名前で植樹している。
三笠の復元に尽力したニミッツの名前と写真は現在三笠の公式サイトにも掲載されている。
東京原宿の東郷神社は米軍の空襲により全焼していた。1958年（昭和33年）に奉賛会が結成され、1964年（昭和39年）春の完工を目指していたが、基金は目標額に達していなかった。このことが1962年（昭和37年）11月に米国のサンディエゴ・ユニオン紙で報じられると、ニミッツは自著『太平洋海戦史』に東郷を偲ぶ文を追記し、同年12月21日に東郷神社再建奉賛会へ10万円を寄付した。さらに同著の印税は共著者であるポッターの快諾を得て、アメリカ海軍の名で東郷神社再建奉賛会に寄贈された。
なお1972年テキサス州に『アドミラル・ニミッツ・センター』建設が計画されたとき日本がこれに協力、1976年5月8日に同センターの日本庭園贈呈式が行われている。

## 著作
- w:The Great Sea War: The Story of Naval Action in World War II (1960) 、ISBN 978-1258005214
  - エルマー.B.ポッターとの共著『ニミッツの太平洋海戦史』 実松譲・冨永謙吾訳、恒文社、新装版1992年 ISBN 978-4770407573